# Перечень наркотических средств, психотропных веществ и их прекурсоров (Россия)
Перечень наркотических средств, психотропных веществ и их прекурсоров, подлежащих контролю в Российской Федерации — официальный документ в Российской Федерации, содержание которого определяет список наркотических средств, психотропных веществ и их прекурсоров, свободный оборот которых запрещён и регулируется государством.
Ряд веществ упомянут в перечне вместе с их производными, которые определены следующим образом:
6. Производные наркотических средств и психотропных веществ являются веществами синтетического или естественного происхождения, которые не включены самостоятельными позициями в государственный реестр лекарственных средств или в настоящий перечень, химическая структура которых образована заменой (формальным замещением) одного или нескольких атомов водорода, галогенов и (или) гидроксильных групп в химической структуре соответствующего наркотического средства или психотропного вещества на иные одновалентные и (или) двухвалентные атомы или заместители (за исключением гидроксильной и карбоксильной групп), суммарное количество атомов углерода в которых не должно превышать количество атомов углерода в исходной химической структуре соответствующего наркотического средства или психотропного вещества.
В случае, если одно и то же вещество может быть отнесено к производным нескольких наркотических средств или психотропных веществ, оно признаётся производным наркотического средства или психотропного вещества, изменение химической структуры которого требует введения наименьшего количества заместителей и атомов.
Изменения, которые вносятся в постановления Правительства Российской Федерации по вопросам, связанным с оборотом наркотических средств и психотропных веществ
1. В перечне наркотических средств, психотропных веществ и их прекурсоров, подлежащих контролю в Российской Федерации, утвержденном постановлением Правительства Российской Федерации от 30 июня 1998 г. N 681 (Собрание законодательства Российской Федерации, 1998, N 27, ст. 3198; 2006, N 29, ст. 3253), список психотропных веществ, оборот которых в Российской Федерации ограничен и в отношении которых допускается исключение некоторых мер контроля в соответствии с законодательством Российской Федерации и международными договорами Российской Федерации (список III), изложить в следующей редакции:
«Список психотропных веществ, оборот которых в Российской Федерации ограничен и в отношении которых допускается исключение некоторых мер контроля в соответствии с законодательством Российской Федерации и международными договорами Российской Федерации (список III)
Аллобарбитал
Аминептин
Аминорекс
Апрофен
Бензфетамин
Буталбитал
Бутобарбитал
Винилбитал
Галазепам
Галоксазолам
Галотан (фторотан)
Декстрометорфан
Делоразепам
Камазепам
Кетазолам
Клобазам
Клоксазолам
Клоразепат
Клотиазепам
Левамфетамин
Лефетамин
Лопразолам
Лорметазепам
Мазиндол
Метилфенобарбитал
Метилприлон
Мефенорекс
Натрий оксибутират и другие соли оксимасляной кислоты
Ниметазепам
Нордазепам
Оксазолам
Пемолин
Пентобарбитал
Пиназепам
Пипрадрол
Пировалерон
Празепам
Секбутабарбитал
Секобарбитал
Тарен
Фендиметразин
Фенкамфамин
Фенпропорекс
Флудиазепам
Циклобарбитал
Ципепрол
Этил лофлазепат
Этиламфетамин
Этинамат
Этхлорвинол
Соли веществ, перечисленных в данном списке, если существование таких солей возможно».
2. В крупном и особо крупном размерах наркотических средств и психотропных веществ для целей статей 228, 2281 и 229 Уголовного кодекса Российской Федерации, утвержденных постановлением Правительства Российской Федерации от 7 февраля 2006 г. N 76 (Собрание законодательства Российской Федерации, 2006, N 7, ст. 787; N 29, ст. 3253), список психотропных веществ, оборот которых в Российской Федерации ограничен и в отношении которых допускается исключение некоторых мер контроля в соответствии с законодательством Российской Федерации и международными договорами Российской Федерации (список III), изложить в следующей редакции
Утверждён Постановлением Правительства РФ № 681 от 30 июня 1998. Состоит из четырёх частей. Данные приведены в редакции постановлений Правительства РФ от 06.02.2004 № 51, от 17.11.2004 № 648, от 08.07.2006 № 421, от 04.07.2007 № 427, от 22.06.2009 № 507, от 31.12.2009 № 1186, от 21.04.2010 № 255, от 03.06.2010 № 398, от 30.06.2010 № 486, от 29.07.2010 № 578, от 27.11.2010 № 934, от 04.02.2013 № 78, от 19.12.2018 №1598.

## Список I
Список наркотических средств, психотропных веществ и их прекурсоров, оборот которых в Российской Федерации запрещён в соответствии с законодательством Российской Федерации и международными договорами Российской Федерации.

### Наркотические средства
- N-(адамантан-1-ил)-1-бензил-1Н-индазол-3-карбоксамид и его производные[1]
- "N-(адамантан-1-ил)-2-(1-метил-1H-индол-3-ил)ацетамид и его производные"[2]
- N-(адамантан-1-ил)-1-пентил-1Н-индазол-3-карбоксамид[англ.] и его производные, за исключением производных, включённых в качестве самостоятельных позиций в перечень[3]
- N-(адамантан-1-ил)-1-пентил-1Н-индол-3-карбоксамид[англ.] и его производные, за исключением производных, включённых в качестве самостоятельных позиций в перечень[3]
- 3-адамантоилиндол [(Адамантан-1-ил)(1Н-индол-3-ил)метанон] и его производные, за исключением производных, включённых в качестве самостоятельных позиций в перечень[4]
- Аллилпродин
- Альфамепродин
- Альфаметадол
- Альфа-метилфентанил
- Альфа-метилтиофентанил
- Альфапродин
- Альфацетилметадол
- 2-Амино-1-бензо[1,2-b:4,5-b"]дифуран-4-илэтан и его производные, за исключением производных, включённых в качестве самостоятельных позиций в перечень[4]
- 2-Аминоиндан и его производные, за исключением производных, включённых в качестве самостоятельных позиций в перечень[4]
- Анилэридин
- Ацетил-альфаметилфентанил
- Ацетилгидрокодеин
- Ацетилированный опий
- Ацетилкодеин
- Ацетилметадол
- Ацетилфентанил[3]
- 7-Ацетоксимитрагинин[4]
- Ацеторфин
- БДБ [L-(3,4-метилендиоксифенил)-2-бутанамин]
- Безитрамид
- Бензетидин
- 2-(1-Бензил-1H-индазол-3-карбоксамидо)уксусная кислота и её производные[5]
- 2-(1-Бензил-1Н-индол-3-карбоксамидо)уксусная кислота и её производные[5]
- Бензилморфин
- 3-(5-бензил-1,3,4-оксадиазол-2-ил)-1-(2-морфолин-4-илэтил)-1Н-индол и его производные[6]
- 3-(5-бензил-1,3,4-оксадиазол-2-ил)-1-(2-пирролидин-1-илэтил)-1Н-индол и его производные[6]
- N-бензил-1-пентил-1H-индол-3-карбоксамид и его производные[6]
- 1-бензилпирролидин-3-ил-амид 5-хлоро-3-этил-1Н-индол-2-карбоновой кислоты (Org 29647) и его производные, за исключением производных, включённых в качестве самостоятельных позиций в перечень[7]
- 1-бензил-N-(хинолин-8-ил)-1H-индазол-3-карбоксамид и его производные[6]
- 1-бензил-N-(хинолин-8-ил)-1H-индол-3-карбоксамид и его производные[6]
- N-(бензо[1,3]диоксол-5-илметил)-7-метокси-2-оксо-8-пентилокси-1,2-дигидрохинолин-3-карбоксамид и его производные, за исключением производных, включённых в качестве самостоятельных позиций в перечень[8]
- 1-(Бензо[d][1,3]диоксол-5-ил)-N-метилпропан-1-амин (M-ALPHA)[9]
- 3-Бензоилиндол[(1H-индол-3-ил)фенилметанон] и его производные[9]
- Бета-гидрокси-3-метилфентанил
- Бета-гидроксифентанил
- Бетамепродин
- Бетаметадол
- Бетапродин
- Бетацетилметадол
- Броламфетамин (ДОБ, d, L-4-бромо-2,5-диметокси-альфа-метилфенетиламин)[10]
- 3-Бутаноил-1-метилиндол [1-(1-метил-1Н-индол-3-ил)бутан-1-он] и его производные, за исключением производных, включённых в качестве самостоятельных позиций в перечень[11]
- (1-Бутил-1H-индол-3-ил)(нафталин-1-ил)метанон (JWH-073) и его производные, за исключением производных, включённых в качестве самостоятельных позиций в перечень
- Гашиш (анаша, смола каннабиса)
- Героин (диацетилморфин)
- Гидрокодон
- 2-(1R,2R,5R)-5-гидрокси-2-(3-гидроксипропил)циклогексил-5-(2-метилок тан-2-ил)фенол (СР-55,940) и его производные, за исключением производных, включённых в качестве самостоятельных позиций в перечень[12]
- 4-гидрокситриптамин и его производные, за исключением производных, включённых в качестве самостоятельных позиций в перечень[4]
- 5-гидрокси-N-метилтриптамин и его производные, за исключением производных, включённых в качестве самостоятельных позиций в перечень[4]
- N-гидрокси-МДА
- 7-гидроксимитрагинин[4]
- Гидроксипетидин
- 2-[(1R,3S)-3-Гидроксициклогексил]-5-(2-метилоктан-2-ил)фенол (СР 47,497)
- 2-[(1R,3S)-3-Гидроксициклогексил]-5-(2-метилгептан-2-ил)фенол (СР 47,497)-С6)
- 2-[(1R,3S)-3-Гидроксициклогексил]-5-(2-метилдекан-2-ил)фенол (СР 47,497)-С9)
- 2-[(1R,3S)-3-Гидроксициклогексил]-5-(2-метилнонан-2-ил)фенол (СР 47,497)-С8)
- Гидроморфинол
- 6-дезоксикодеин[13]
- Дезоморфин
- Диампромид
- Диацетилморфин (героин)
- Дигидроморфин
- Дименоксадол
- N-Диметиламфетамин
- 2,5-диметоксифенэтиламин (2C-H)
- Димепгептанол
- Диметилтиамбутен
- (6аR, 10аR)-9-(Гидроксиметил)-6,6-диметил-3-(2-метилоктан-2-ил)-6а, 7, 10, 10а-тетрагидробензо[с]хромен-1-ол (HU-210)
- Диметилтриптамин (DMT)
- 2C-T-7 (2,5-диметокси-4-N-пропилтиофенэтиламин)
- Диоксафетил бутират
- Дипипанон
- Дифеноксин
- Диэтилтиамбутен
- ДМА (d, L-2,5-диметокси-альфа-метил-фенил-этиламин)
- ДМГП (диметилгептилпиран)
- ДОБ (d, L-2,5-диметокси-4-бром-амфетамин)
- ДОХ (d, L-2,5-диметокси-4-хлор-амфетамин)
- ДОЭТ (d, L-2,5-диметокси-4-этил-амфетамин)
- Дротебанол
- ДЭТ (N,N-диэтилтриптамин)
- Изометадон
- Каннабис (марихуана)
- 3'-карбамоил-бифенил-3-ил-ундецинкарбамат и его производные, за исключением производных, включённых в качестве самостоятельных позиций в перечень[8]
- N-(1-карбамоил-2-метилпропил)-1-пентил-1Н-индазол-3-карбоксамид и его производные[14]
- N-(1-карбамоил-2-метилпропил)-1-пентил-1Н-индол-3-карбоксамид и его производные[14]
- N-(1-карбамоил-2-метилпропил)-1-(фенилметил)-1Н-индазол-3-карбоксамид и его производные[14]
- N-(1-карбамоил-2-метилпропил)-1-(фенилметил)-1Н-индол-3-карбоксамид и его производные[14]
- Кетобемидон
- Клонитазен
- Кодоксим
- Кокаиновый куст (см. кокаин)
- Кустарно изготовленные препараты из эфедрина или из препаратов, содержащих эфедрин
- Кустарно изготовленные препараты из псевдоэфедрина или из препаратов, содержащих псевдоэфедрин
- Кустарно изготовленные препараты из фенилпропаноламина или из препаратов, содержащих фенилпропаноламин
- Левометорфан
- Левоморамид
- Леворфанол (леморан)
- Левофенацилморфан
- d-Лизергид (ЛСД, ЛСД-25)
- Лист кока
- Лист шалфея предсказателей (лист растения вида Salvia divinorum)
- Маковая солома
- Макродон
- Масло каннабиса (гашишное масло)
- МБДБ [N-Метил-1-(3,4-метилендиоксифенил)-2-бутанамин]
- МДА (тенамфетамин)
- МДМА (d,L-3,4-метилендиокси-N-альфа-диметил-фенил-этиламин)
- 3-моноацетилморфин
- 6-моноацетилморфин
- Мескалин
- Метадон
- d-Метадон
- L-Метадон
- Метадона промежуточный продукт (4-циано-2-диметиламино-4,4-дифенилбутан)
- Метазоцин
- Метамфетамин
- Метилдезорфин
- Метилдигидроморфин
- Метилон (3,4-метилендиокси-N-метилкатинон)
- 2-Метил-1-пентил-1Н-индол-3-ил-(1-нафтил)метан (JWH-196)
- 2-Метил-1-пентил-1Н-индол-3-ил-(4-метил-1-нафтил)метан (JWH-194)
- 2-Метил-1-пентил-1Н-индол-3-ил-(4-метокси-1-нафтил)метан (JWH-197)
- (2-Метил-1-пентил-1H-индол-3-ил)(нафталин-1-ил)метанон (JWH-007)
- (4-Метилнафталин-1-ил)(2-метил-1-пентил-1H-индо-3-ил)метанон (JWH-149)
- (2-Метил-1-пентил-1H-индол-3-ил)(4-метоксинафталин-1-ил)метанон (JWH-098)
- 3-метилтиофентанил
- 3-метилфентанил
- N-метилэфедрон
- Метоксетамин [2-(3-метоксифенил)-2-(этиламино)циклогексанон]
- Метопон
- Мирофин
- Митрагинин (9-метокси-коринантеидин)
- Млечный сок разных видов мака, не являющихся опийным или масличным маком, но содержащих алкалоиды мака, включённые в списки наркотических средств и психотропных веществ
- ММДА (2-метокси-альфа-4-метил 4,5-(метилендиокси)-фенетиламин)
- Морамида, промежуточный продукт (2-метил-3-морфолин-1, 1-дифенил-пропан-карбоновая кислота)
- Морферидин
- Морфин метилбромид
- Морфин-N-окись
- (1-[2-(4-Морфолино)этил]-1-Н-индол-3-ил)(нафталин-1-ил)метан (JWH-195)
- (4-Метилнафталин-1-ил)(1-[2-(4-морфолино)этил]-1H-индол-3-ил)метан (JWH-192)
- (4-Метокси-1-нафтил)(1-[2-(4-морфолино)этил]-1H-индол-3-ил)метан (JWH-199)
- (1-[2-(4-Морфолино)этил]-1H-индол-3-ил)(нафталин-1-ил)метанон (JWH-200)
- (4-Метилнафталин-1-ил)(1-[2-(4-морфолино)этил]-1H-индол-3-ил)метанон (JWH-193)
- (4-Метокси-1-нафтил)(1-[2-(4-морфолино)этил]-1H-индол-3-ил)метанон (JWH-198)
- МППП (1-метил-4-фенил-4-пиперидинол пропионат (эфир))
- (Е)-1-[1-(Нафталин-1-илметилиден)-1Н-инден-3-ил]пентан (JWH-176)
- (Нафталин-1-ил)(1Н-пиррол-3-ил)метанон
- 3-нафтоилиндол [(1H-индол-3-ил)(нафталин-1-ил)метанон
- Никодикодин
- Никокодин
- Никоморфин
- Норациметадол
- Норкодеин
- Норлеворфанол
- Норметадон
- Норморфин
- Норпипанон
- Оксиморфон
- Опий (в том числе медицинский) — свернувшийся сок опийного или масличного мака
- Орипавин
- Пара-флуорофентанил (пара-фторфентанил)
- Парагексил
- (4-Метилнафталин-1-ил)(1-пентил-1H-индол-3-ил)метанон (JWH-122)
- (4-Метоксинафталин-1-ил)(1-пентил-1H-индол-3-ил)метанон (JWH-081)
- (Нафталин-1-ил)(1-пентил-1H-индол-3-ил)метанон (JWH-018)
- 1-Пентил-1Н-индол-3-ил-(1-нафтил)метан (JWH-175)
- 1-Пентил-1Н-индол-3-ил-(4-метил-1-нафтил)метан (JWH-184)
- 1-Пентил-1Н-индол-3-ил-(4-метокси-1-нафтил)метан (JWH-185)
- ПЕПАП (L-фенэтил-4-фенил-4-пиперидинол ацетат (эфир))
- Петидин
- Петидин, промежуточный продукт A (4-циано-1-метил-4-фенилпиперидин)
- Петидин, промежуточный продукт B (этиловый эфир-4-фенилпиперидин-4-карбоновой кислоты)
- Петидин, промежуточный продукт C (1-метил-4-фенилпиперидин-4-карбоновой кислоты)
- Пиминодин
- (Пиперидин-2-ил)дифенилметан
- (Пирролидин-2-ил)дифенилметан
- Плодовое тело (любая часть) любого вида грибов, содержащих псилоцибин и (или) псилоцин
- ПМА (4-метокси-альфа-метилфенил-этиламин)
- Прогептазин
- Проперидин
- Пропирам
- Псилоцибин
- Псилоцин
- Рацеметорфан
- Рацеморамид
- Рацеморфан
- Ролициклидин
- Сальвинорин А
- 2C-B (4-бром-2,5-диметоксифенетиламин)
- СТП (ДОМ) [2-амино-1-(2,5-диметокси-4-метил)фенилпропан]
- Семена розы гавайской (семена растения вида Argyrea nervosa)
- Тебакон
- Теноциклидин
- Тетрагидроканнабинол (все изомеры)
- 2-тиофен-2-илэтиламин
- Тиофентанил
- ТМА (d, L-3,4,5-триметокси-альфа-метилфенил-амин)
- TFMPP (1-(3-трифлюорометилфенил) пиперазин)
- Фенадоксон
- Фенадон
- Феназоцин
- Фенампромид
- Фенатин
- 1-фенилпиперазин
- 1-фенилциклогексиламин
- Фенциклидин
- Феноморфан
- Феноперидин
- Фенфлурамин
- Фолькодин
- Фуретидин
- Цветки и листья голубого лотоса (цветки и листья растения вида Nymphaea caerulea)
- Экгонин, его сложные эфиры и производные, которые могут быть превращены в экгонин и кокаин
- Экстракт маковой соломы (концентрат маковой соломы)
- N-ЭТИЛ-МДА (d, L-N-этил-альфа-метил-3,4-(метилендиокси)-фенетиламил)
- Этилметилтиамбутен
- 1-Этил-1-пентил-3-(1-нафтоил)индол (JWH-116)
- Этициклидин
- Этоксеридин
- Этонитазен
- Эторфин
- Этриптамин
- Эфедрон (меткатинон)

| - APINACA (AKB48) - APICA (SDB-001) - Аллилпродин - Альфамепродин - Белый китаец - Левацетилметадол (LAAM) - Анилэридин - Ацеторфин - БДБ - Безитрамид - Бензетидин - Бензилморфин - Охмефентанил - Бетамепродин - Бетапродин - R-DOB - Героин - Гидрокодон - 7-Гидроксимитрагинин - Дезоморфин - Дименоксадол - 2С-Н - DMT - 2C-T-7 - Дипипанон - Дифеноксин (Motofen) - Кокаин - Дротебанол - Кетобемидо́н - Левометорфа́н - Леворфанол - ЛСД - Мескалин - Метадон (Долофин) - Метамфетамин - MDA - Метило́н (MDMC) - MDMA (экстази) - MBDB - 3-метилфентанил - Метамфепрамо́н - Метоксетамин (MXE) - Метопон - Митрагинин - Морфин - Нокодеин - Оксиморфон - Орипавин - Петидин - Псилоцибин - Псилоцин (4-HO-DMT) - Сальвинорин А - DOM (STP) - Тетрагидроканнабинол (ТГК) - TMA (α-метилмескалин) - TFMPP - Фенциклиди́н (PCP) - Феноморфан - Фенфлурамин - (-)-Экгонин - Этициклидин (PCE) - Эфедрон |

### Психотропные вещества
- Амфетамин и его производные, за исключением производных, включённых в качестве самостоятельных позиций в перечень
- Дексамфетамин
- Катин (d-норпсевдоэфедрин)
- Катинон (L-альфа-аминопропиофенон)
- Меклоквалон
- Метаквалон
- 4-метиламинорекс
- Метилфенидат (риталин)
- 1-Фенил-2-пропанон

| - Амфетамин - Дексмафетамин - Катин - Катинон (норэфедрон) - Меклоквалон - Метаквало́н - 4-метиламинорекс («эйфория», Ice) - Метилфенидат - Фенилацето́н (P2P) |

### Прекурсоры
- Альфа-ацетилфенилацетонитрил в концентрации 10 процентов или более.
- N-ацетилантраниловая кислота в концентрации 15 процентов или более[15].
- 1-бензил-3-метил-4-пиперидинон в концентрации 15 процентов или более[15].
- 2-бром-1-(4-метилфенил)пропан-1-он в концентрации 10 процентов или более.
- 1-бром-2-фенилэтан в концентрации 15 процентов или более[15].
- 1-гидрокси-1-метил-2-фенилэтоксисульфат в концентрации 15 процентов или более[15].
- 1-диметиламино-2-пропанол в концентрации 15 процентов или более[15].
- 1-диметиламино-2-хлорпропан в концентрации 15 процентов или более[15].
- Изосафрол в концентрации 15 процентов или более.
- Лизергиновая кислота и её производные, за исключением производных, включённых в качестве самостоятельных позиций в перечень.
- 3,4-метилендиоксифенил-2-бромпентан-1-он в концентрации 10 процентов или более.
- 3,4-метилендиоксифенил-2-бромпропан-1-он в концентрации 10 процентов или более.
- 3,4-метилендиоксифенил-2-нитропропен в концентрации 10 процентов или более.
- 3,4-метилендиоксифенил-2-пропанон в концентрации 15 процентов или более.
- 3-метил-1-фенетил-4-пиперидинон в концентрации 15 процентов или более[15].
- N-(3-метил-4-пиперидинил)анилин в концентрации 15 процентов или более[15].
- N-(3-метил-4-пиперидинил)пропионанилид в концентрации 15 процентов или более[15].
- Сафрол, в том числе в виде сассафрасового масла, в концентрации 15 процентов или более.
- 1-фенил-2-нитропропен в концентрации 15 процентов или более[15].
- Фенэтиламин в концентрации 15 процентов или более[15].
- 1-(2-фенилэтил)-4-анилинопиперидин в концентрации 15 процентов или более[15].
- 2-(1-фенилэтил)-3-метоксикарбонил-4-пиперидон в концентрации 15 процентов или более[15].
- 1-хлор-2-фенилэтан в концентрации 15 процентов или более[15].
- 1-(1-циклогексен-1-ил)пиперидин в концентрации 15 процентов или более.
- Изомеры (если таковые определённо не исключены) наркотических средств и психотропных веществ, перечисленных в данном списке, в тех случаях, когда существование таких изомеров возможно в рамках данного химического обозначения.
- Эфиры сложные и простые наркотических средств и психотропных веществ, перечисленных в данном списке.
- Соли всех наркотических средств и психотропных веществ, перечисленных в данном списке, если существование таких солей возможно.
- Все смеси, в состав которых входят наркотические средства и психотропные вещества данного списка, независимо от их количества.

| - Сафрол - Изосафро́л - Лизергиновая кислота - MDP2P - 1-фенил-2-нитропропен - Фенилэтиламин |

## Список II
Список наркотических средств и психотропных веществ, оборот которых в Российской Федерации ограничен и в отношении которых устанавливаются меры контроля в соответствии с законодательством Российской Федерации и международными договорами Российской Федерации
- р-Аминопропиофенон (РАРР) и его оптические изомеры (антидот против цианидов)
- Альфентанил
- Бензилпиперазин
- Бупренорфин
- N'-(1-гексил-2-оксо-2,3-дигидро-1H-индол-3-илиден)бензогидразид (MDA-19)
- 3-Гидрокси-2-(3-метил-6-(проп-1-ен-2-ил)циклогекс-2-ен-1-ил)-5-пентилциклогекса-2,5-диен-1,4-дион (HU-331)
- Гидроморфон[16]
- Глютетимид (Ноксирон)
- Декстроморамид
- Декстропропоксифен (ибупроксирон, проксивон, спазмопроксивон)
- Дигидрокодеин
- Дигидроэторфин
- 3-(1,1-Диметилбутил)-6,6,9-триметил-6a,7,10,10a-тетрагидро-6H-дибензо[b,d]пиран (JWH-133) и его производные
- (6,6-Диметил-4-(4-(2-метилоктан-2-ил)-2,6-диметоксифенил)бицикло[3.1.1]гепт-2-ен-2-ил)метанол (HU-308)
- Дифеноксилат
- (3'-Карбамоил-[1,1'-бифенил]-3-ил)-N-циклогексилкарбамат (URB-597)
- Капсулы, содержащие 30 мг кодеина и 10 мг фенилтолоксамина
- Кодеин
- Кодеина фосфат
- Кокаин
- Кокаина гидрохлорид
- Кодеин N-окись
- 4-MTA (альфа-метил-4-метилтиофенетиламин)
- 1-Метил-7-метокси-9H-пиридо[3,4-b]индол (гармин)
- 2-Метил-2-(пропиламино)пропил]бензоат (эпирокаин)
- Морфин
- Морфина гидрохлорид
- Морфина сульфат
- Морфилонг
- Оксикодон (текодин)
- Омнопон
- Пентазоцин
- Проперидин
- Пропирам
- Просидол
- Пиритрамид (дипидолор)
- Реазек
- Ремифентанил
- Свечи тилидина в разных дозировках
- Сомбревин
- Суфентанил
- Таблетки «Аналгон» (кодеина фосфата 20 мг, кофеина 80 мг, фенобарбитала 20 мг, кислоты ацетилсалициловой 20 мг)
- Таблетки (кодеина камфосульфоната 0,025 г, сульфагваякола калия 0,100 г, густого экстракта гринделии 0,017 г)
- Таблетки кодеина 0,03 г + парацетамола 0,500 г
- Таблетки кодеина фосфата 0,015 г + сахара 0,25 г
- Таблетки кодеина 0,01 г, 0,015 г + сахара 0,25 г
- Таблетки кодеина 0,015 г + натрия гидрокарбоната 0,25 г
- Таблетки «Кодтерпин» (кодеина 0,015 г + натрия гидрокарбоната 0,25 г + терпингидрата 0,25 г)
- Таблетки от кашля. Состав: травы термопсиса в порошке — 0,01 г (0,02 г), кодеина — 0,02 г (0,01 г), натрия гидрокарбоната — 0,2 г, корня солодки в порошке — 0,2 г
- Тебаин
- Тилидин
- Тримеперидин (промедол)
- Фентанил
- Этилморфин
- Эскодол
- Этилморфина гидрохлорид

### Психотропные вещества
- Амобарбитал (барбамил)
- Амфепрамон (фепранон, диэтилпропион)
- 2-((Бис(4-фторфенил)метил)сульфинил)-N-метилацетамид (модафиендз)
- Кетамин
- Кетамина гидрохлорид (калипсол, кеталар)
- Модафинил
- Таблетки (барбамила 0,15 г + бромизовала 0,15 г)
- Фенетиллин
- Фенметразин
- Фентермин
- Этаминал натрия
- Хальцион (триазолам)

Изомеры (если таковые определённо не исключены) наркотических средств и психотропных веществ, перечисленных в этом списке, в тех случаях, когда существование таких изомеров возможно в рамках данного химического обозначения
Стереоизомеры (если таковые определённо не исключены) наркотических средств и психотропных веществ, перечисленных в этом списке, в тех случаях, когда существование таких стереоизомеров возможно в рамках данного химического обозначения
Соли всех наркотических средств и психотропных веществ, перечисленных в данном списке, если существование таких солей возможно

## Список III
Список психотропных веществ, оборот которых в Российской Федерации ограничен и в отношении которых допускается исключение некоторых мер контроля в соответствии с законодательством Российской Федерации и международными договорами Российской Федерации
- Аллобарбитал
- Алпразолам[17]
- Аминептин
- Аминорекс
- Апрофен
- Барбитал[17]
- Бензфетамин
- Бромазепам[17]
- Бротизолам[17]
- Буталбитал
- γ-бутиролактон[11]
- Бутобарбитал
- Буторфанол[10]
- Винилбитал
- Галазепам
- Галоксазолам
- 4-гидроксибутират натрия и другие соли γ-оксимасляной кислоты[18]
- Декстрометорфан
- Делоразепам
- Диазепам[17]
- Золпидем[17]
- Камазепам
- Кетазолам
- Клобазам
- Клоксазолам
- Клоназепам[17]
- Клоразепат
- Клотиазепам
- Лефетамин
- Лопразолам
- Лоразепам[17]
- Лорметазепам
- Мазиндол
- Медазепам[17]
- Мепробамат[17]
- Метилприлон
- Метилфенобарбитал
- Мефенорекс
- Мидазолам[17]
- Налбуфин [(5-альфа, 6-альфа)-17-(циклобутилметил)-4,5-эпоксиморфинан −3,6,14-триол][19]
- Ниметазепам
- Нитразепам[17]
- Нордазепам
- Оксазепам[17]
- Оксазолам
- γ-Оксимасляная кислота[18]
- Пемолин
- Пиназепам
- Пипрадрол
- Пировалерон
- Празепам
- Секбутабарбитал
- Секобарбитал
- Темазепам[17]
- Тетразепам[17]
- Тарен
- Тианептин[10]
- Фендиметразин
- Фенкамфамин
- Фенобарбитал[17]
- Фенпропорекс
- Флудиазепам
- Флунитразепам[17]
- Флуразепам[17]
- Хлордиазепоксид[17]
- Циклобарбитал
- Ципепрол
- Эстазолам[17]
- Этил лофлазепат
- Этиламфетамин
- Этинамат
- Этхлорвинол
- Соли веществ, перечисленных в данном списке, если существование таких солей возможно

## Список IV
Список прекурсоров, оборот которых в Российской Федерации ограничен и в отношении которых устанавливаются меры контроля в соответствии с законодательством Российской Федерации и международными договорами Российской Федерации.
С 22 июля 2010 года вступили в силу изменения, утверждённые постановлением Правительства Российской Федерации в связи с совершенствованием контроля над оборотом прекурсоров наркотических средств и психотропных веществ. Согласно этим изменениям, в зависимости от принимаемых мер контроля, список прекурсоров был поделён на три части (таблицы).
Таблица I
прекурсоров, оборот которых в Российской Федерации ограничен и в отношении которых устанавливаются особые меры контроля:
- Ангидрид уксусной кислоты в концентрации 10 % или более.
- Бензальдегид в концентрации 15 % или более[15].
- 1-(4-метилфенил)-2-пропанон в концентрации 10 % или более[21].
- N-метилэфедрин в концентрации 10 % или более.
- Норпсевдоэфедрин, исключая d-норпсевдоэфедрин (катин), в концентрации 10 % или более.
- Нитроэтан в концентрации 40 % или более[15].
- Псевдоэфедрин в концентрации 10 % или более.
- Фенилпропаноламин (норэфедрин) в концентрации 10 % или более.
- Эргометрин (эргоновин) в концентрации 10 % или более.
- Эрготамин в концентрации 10 % или более.
- Эфедрин в концентрации 10 % или более.
- Соли перечисленных в данной таблице веществ, если существование таких солей возможно.

Таблица II
прекурсоров, оборот которых в Российской Федерации ограничен и в отношении которых устанавливаются общие меры контроля:
- Аллилбензол в концентрации 15 % или более.
- Антраниловая кислота в концентрации 15 % или более
- Бромистый этил в концентрации 15 % или более.
- Бутиролактон в концентрации 15 % или более, и его изомеры, за исключением изомеров, включённых в качестве самостоятельных позиций в перечень.
- 1,4-бутандиол в концентрации 15 % или более.
- 2,5-диметоксибензальдегид в концентрации 15 % или более.
- Метилакрилат в концентрации 15 % или более.
- Метилметакрилат в концентрации 15 % или более.
- 1-(4-метилфенил)-2-нитропропен в концентрации 15 % или более.
- Пиперидин в концентрации 15 % или более.
- Пиперональ в концентрации 15 % или более.
- 4-метоксибензилметилкетон в концентрации 15 % или более.
- Фенилуксусная кислота в концентрации 15 % или более.
- Циклогексиламин в концентрации 15 % или более.
- Соли перечисленных в данной таблице веществ, если существование таких солей возможно.

Таблица III
прекурсоров, оборот которых в Российской Федерации ограничен и в отношении которых допускается исключение некоторых мер контроля:
- Ацетилхлорид в концентрации 40 % или более.
- Ацетон (пропан-2-он) в концентрации 60 % или более.
- Ацетонитрил в концентрации 15 % или более.
- Бензилхлорид в концентрации 40 % или более.
- Бензилцианид в концентрации 40 % или более.
- 2-диметиламино-1-хлорпропан в концентрации 3 % или более.
- (2-диэтиламиноизопропилхлорид) в концентрации 3 % или более.
- Диэтиловый эфир (этиловый эфир, серный эфир) в концентрации 45 % или более.
- Метиламин в концентрации 40 % или более.
- Метилэтилкетон (2-бутанон) в концентрации 80 % или более.
- Нитрометан в концентрации 40 % или более.
- Перманганат калия в концентрации 45 % или более.
- Серная кислота в концентрации 45 % или более.
- Соляная кислота в концентрации 15 % или более.
- Тетрагидрофуран в концентрации 45 % или более.
- Тионилхлорид в концентрации 40 % или более.
- Толуол в концентрации 70 % или более.
- Уксусная кислота в концентрации 80 % или более.
- Соли перечисленных в данной таблице веществ, если существование таких солей возможно, исключая соли серной, соляной и уксусной кислот.

Препарат, содержащий несколько прекурсоров, внесённых в различные таблицы списка IV настоящего Перечня, контролируется как содержащийся в нём прекурсор из таблицы списка IV настоящего Перечня, имеющей наименьший порядковый номер.